# Nuevo San Juan Chamula
Nuevo San Juan Chamula är en ort i Mexiko.   Den ligger i kommunen Ocozocoautla de Espinosa och delstaten Chiapas, i den sydöstra delen av landet, 700 km öster om huvudstaden Mexico City. Nuevo San Juan Chamula ligger 1 035 meter över havet och antalet invånare är 506.
Terrängen runt Nuevo San Juan Chamula är huvudsakligen kuperad, men västerut är den bergig. Runt Nuevo San Juan Chamula är det ganska glesbefolkat, med 40 invånare per kvadratkilometer. Närmaste större samhälle är Las Pimientas, 8,3 km nordost om Nuevo San Juan Chamula. I omgivningarna runt Nuevo San Juan Chamula växer i huvudsak städsegrön lövskog.